# John-Antoine Nau
Pour les articles homonymes, voir Nau.
Eugène Léon Édouard Torquet, dit John-Antoine Nau, né le 19 novembre 1860 à San Francisco (Californie) et mort le 17 mars 1918 à Tréboul (Finistère), est un romancier et poète symboliste américain d'ascendance et d'expression françaises. Perpétuel voyageur hanté par la mer, il est avec son roman Force ennemie le premier lauréat du Prix Goncourt en 1903.

## Famille
Ses aïeux sont des marins de Honfleur et du Havre. Il descend de la fille de Charles-Antoine Le Forsonney (1776-1825) qui a fait la course aux Anglais dans la mer des Caraïbes, puis a servi comme  enseigne de vaisseau, à bord du Swiftsure pendant l'expédition de Saint-Domingue : Louise-Désirée, née en 1799 à Ingouville, est adoptée par Jean Maillard, commis principal de Marine du Havre. Un demi-frère, Charles-Antoine Le Forsonney (1825-1871) est matelot de trois-mâts, avant de passer l'examen de capitaine au long cours et de devenir capitaine de navire, puis maître de port. Louise-Désirée épousa Jean-Pierre Nicolas Torquet, lieutenant de vaisseau retraité, libraire à Bolbec. Un fils du couple, Paul Torquet, ingénieur, émigre aux États-Unis et épouse Sophie Petibeau en 1858.

## La vie errante
Eugène Torquet est né d'un père français, émigré en Californie vers 1845, marié à San Francisco en 1858, naturalisé américain en 1860 et mort du typhus le 27 août 1864. En 1866, sa mère, issue elle aussi d'une famille française d'émigrés, s'embarque pour Le Havre avec ses trois enfants. Eugène Torquet fait ses études au lycée du Havre, où sa mère se remarie le 11 juin 1870, puis au collège Rollin de Paris, où la famille s'installe en 1877. Il se lie avec les membres du club des Hirsutes qui, avec le cercle des Zutistes et le club des Hydropathes, réunit les précurseurs du symbolisme. Il collabore, dès son premier numéro, à la revue du Chat noir, tandis que sa famille, inquiète pour son avenir, lui cherche des emplois de bureau. Mais le jeune homme opte à sa majorité pour une tout autre voie.
En 1881, il s'embarque en tant que pilotin sur un trois-mâts faisant le commerce avec Haïti et les Antilles. Une terrible tempête, racontée dans Force ennemie, le fait renoncer à la marine à voile. Il revient en France comme aide-commissaire aux vivres à bord du paquebot France, puis repart pour un long voyage d'agrément sur les côtes du continent américain. Il s'installe ensuite à Asnières-en-Bessin, et se marie en juillet 1885, puis fait avec sa femme un séjour d'un an en Martinique. En 1897, il publie sous le nom de John-Antoine Nau son premier recueil de poésies, Au seuil de l'espoir. Le couple vit pendant quelque temps en Espagne, aux îles Canaries, au Portugal. En 1903, son premier roman, Force ennemie, paraît aux éditions de la revue La Plume. Nau, qui demeure alors à Saint-Tropez, fait recueillir par son frère le prix Goncourt que lui décerne le jury parisien. Dès lors, il publie régulièrement, faisant alterner poésies et romans, tout en contribuant à de nombreuses revues. Entre 1906 et 1909, il séjourne à Alger, puis s'installe en Corse, pour revenir ensuite sur le continent en 1916, d'abord à Rouen, puis à Tréboul où il meurt à l'âge de 57 ans. Sa tombe se trouve au cimetière marin de Tréboul.

## Le Goncourt
Lorsque Force ennemie fut couronné par le prix Goncourt en décembre 1903, John-Antoine Nau n'avait publié jusque-là que quelques nouvelles dans La Revue blanche et une plaquette de vers à compte d'auteur. C'est donc le livre d'un parfait inconnu qui circula parmi les membres du jury et qui finit par remporter le prix par six voix contre quatre. Le roman n'eut par la suite qu'un succès médiocre, ce qui n'empêcha pas le président de l'académie, J.-K. Huysmans, de dire bien plus tard : « C'est encore le meilleur que nous ayons couronné. » 
Le Goncourt n'eut aucun effet non plus sur la vente de ses ouvrages ultérieurs. « La distinction dont il était l'objet, écrit Lucien Descaves, ne l'a incité qu'à composer d'autres livres, peu nombreux, lentement, avec soin et sans aucune pensée de lucre. » Réputé pour son caractère sauvage, l'écrivain « plaçait difficilement sa copie, et quand il l'avait placée, neuf fois sur dix le placement était mauvais ! Il ne maudissait personne ; il disait : « Est-ce drôle ! » 

## L'ange des tropiques
Styliste à la mode de Flaubert, qu'il comptait parmi ses maîtres, Nau eut pour amis des peintres, des romanciers et des poètes comme lui. René Ghil, Apollinaire, Jean Royère figurent parmi ces derniers. C'est Jean Royère qui assura la publication à titre posthume d'une part importante de son œuvre, dont une correspondance particulièrement abondante et truculente. C'est aussi à Jean Royère, qui le surnommait « l'ange des tropiques, » qu'il confiait le plus volontiers ses rêves et sa difficulté de vivre : 

« Porto-Vecchio, 19 décembre 1913. Vieux frangin, je te renvoie la dédicace des Goélands arrangée à peu près comme je la vois... Ce Calmann-Lévy me dégoûte beaucoup et son Marcel Prévost bien davantage ! Nous sommes foutus mon garçon !... Fichons le camp dans des Antilles, dans des Indes, des Maurices où nous ne publierons plus rien et où, contrairement aux héros de Tailhade, nous savourerons l'honneur de ne plus jamais être des gens de lettres !! C'est un trop sale métier... Assez de lettres comme cela. Je veux être un bourgeois tropical... j'aime mieux faire des affaires de mélasse et de rhum... Soyons Bouvard et Pécuchet non-savants : faisons-nous négociants ! Je commence à flairer de la poésie dans l'odeur des marchandises... Penses-tu ! Nous annoncerons nos « chargements » dans le journal de la Pointe-à-Pitre, de Basse-Terre ou de Fort-de-France, en vers !! »

## Publications
Poésie
| Trois premières strophes de John-Antoine Nau • Biadjaws Dans l'immense vide lumineux À des semaines des rades connues, Le voilier envolé dans le bleu, Éblouissant, comme brumeux De blancheurs vibrantes et tendues, Turgides cumulus au fil du vent, Croise un praw lentement dérivant Comme abandonné, qui roule Bord sur bord en un chatoyant sommeil, Sur le cristal croulant de la haute houle Toute diaphane de soleil. • Bois hantés Dans le calme frais des matins bleus, Avant que le soleil qui affole les faunes Ait fleuri le jardin pâle des cieux De son ardente et géante corolle jaune, Des bruits comme soyeux glissent dans les fourrés, Des voix suavement étranges Murmurent des mots presque soupirés ; Et l'on dirait que des propos tristes s'échangent. • Goélands Pâles, les goélands sur le ciel de soie bleue, Semblent une vaine broderie chinoise ; — À peine un accent qui blanchoie Sur la luisance trop langoureuse. • |

- Au seuil de l'espoir (1897)
- Le Jardin des jacinthes. Fleur de mirage. Poèmes (1901)
- Hiers bleus (1903) Texte en ligne
- Vers la fée Viviane. Errances. Côte d'émeraude (1905)
- En suivant les goélands (1914) Texte en ligne
- Poèmes triviaux et mystiques (1924)
- Poésies antillaises. Illustrées par Henri Matisse (Fernand Mourlot 1972)

Romans et récits
- Force ennemie (1903). Réédition : M. Milo, Paris, 2000, 2010 Texte en ligne
- Le Prêteur d'amour (1905)
- La Gennia, roman spirite hétérodoxe (1906). Réédition : Austral, Paris, 1996
- Cristóbal le poète (1912)
- Thérèse Donati, mœurs corses (1921). Réédition : La Marge, Ajaccio, 2003
- Les Galanteries d'Anthime Budin (1923)
- Pilotins (1923)
- Les Trois amours de Benigno Reyes (1923). Réédition : Encre bleue, Villegly, 2002 Texte en ligne
- Archipel caraïbe (1929)

Correspondance
- Lettres exotiques (1933)
- Lettres de Corse et de Bretagne (1949)

Traduction
- Fiodor Dostoïevski : Journal d'un écrivain, 1873, 1876 et 1877, traduit du russe par J.-W. Bienstock et John-Antoine Nau (1904) Texte en ligne

## Sources
- Éléments biographiques d'après l'« article inédit libre de droit » de Catherine Harlé-Conard, « John-Antoine Nau (1860-1918) », 30 septembre 2003. « Texte en ligne consulté le 3 mai 2007 »(Archive.org • Wikiwix • Archive.is • Google • Que faire ?)
- Éléments biographiques et critiques d'après la préface de Lucien Descaves à l'édition de Force ennemie publiée par Ernest Flammarion en 1918.« Texte en ligne consulté le 3 mai 2007 »(Archive.org • Wikiwix • Archive.is • Google • Que faire ?)
- Eugène F.-X. Gherardi, Tournant de la Marine. La Corse de John-Antoine Nau, Ajaccio, Albiana, 2016.